# Gare d'Ånge
La  gare d’Ånge (en suédois : Ånge station) est une gare ferroviaire suédoise, située sur le territoire de la commune d'Ånge, dans le Comté de Västernorrland.

## Situation ferroviaire
Établie à 174 mètres d'altitude, la gare d'Ånge est située à la  jonction de deux lignes principales. Une ligne quitte Ånge vers Storlien, l'autre vers Sundsvall. Allant vers Vattjom, le chemin de fer suit le trajet du Ljungan offrant un "paysage (...) montagneux et pittoresque". La ligne vers Bräcke traverse une région montagneuse aride mais boisée, "rappelant les solitudes illimitées du Haut Norrland" .

## Histoire

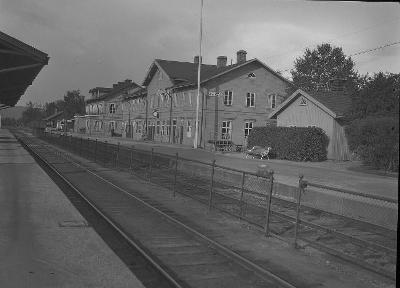
La gare le long des rails, 1930

Selon A. W. Edelsvärd, le bâtiment de la gare de Ånge était un modèle pour la gare de Storlien .